# Acácio Garibaldi Santiago
Acácio Garibaldi Santiago (? – Florianópolis, 2 de maio de 1982) foi um advogado e político brasileiro.
Filiado ao Partido Social Democrático (PSD), foi o último prefeito eleito de Florianópolis antes de o regime militar suspender as eleições para prefeitos das capitais. Governou a cidade entre 1966 e 1970. Na sua administração, introduziu o planejamento urbano e incentivou a exploração do turismo na cidade. Os estudos de desenvolvimento realizados durante o seu mandato deram origem ao primeiro Plano Diretor de Florianópolis, que seria publicado em 1974.
Também na sua gestão foi fundada a Emacim - Empresa Municipal de Artefatos de Cimento, embrião da atual Comcap - Companhia Melhoramentos da Capital, responsável pela coleta de lixo em Florianópolis. Criou ainda a Secretaria Municipal do Continente.